# Jeux olympiques d'été de 1924
Pour les articles homonymes, voir Jeux olympiques de 1924 et Jeux olympiques de Paris.
Les Jeux olympiques d'été de 1924, officiellement nommés Jeux de la VIIIe olympiade, sont la septième édition des Jeux olympiques modernes. La même année sont organisés en France les premiers Jeux olympiques d'hiver, et c'est donc la première fois que l'on parle de Jeux olympiques d'été. Ils ont lieu à Paris en France du 5 au 27 juillet 1924, bien que certaines épreuves aient débuté le 4 mai. Les Jeux olympiques de 1900 s'étant mal déroulés, le Comité olympique français tente, par l'intermédiaire du baron Pierre de Coubertin, d'attribuer les Jeux à Paris, chose faite, bien que le Comité international olympique eût préféré la candidature d'autres villes. Les épreuves sont disputées à Paris, dans les communes limitrophes et dans d'autres villes du pays telles que Reims et Le Havre. 
Des cinq nations n'ayant pas participé à l'édition précédente (Allemagne, Autriche, Bulgarie, Empire ottoman devenue Turquie le 3 mars 1924 et Hongrie), seule l'Allemagne ne participe pas aux Jeux. La participation atteint un nouveau record de 44 nations et 3 089 athlètes (dont 135 femmes). Ils s'affrontent dans 17 sports et 23 disciplines qui regroupent un total de 126 épreuves (moins que la précédente édition). Sept délégations font leurs débuts aux Jeux olympiques d'été : l'Équateur, l'Irlande, la Lituanie, les Philippines, l'Uruguay, la Lettonie et la Pologne ; ces deux dernières ont déjà participé aux Jeux olympiques mais il s’agissait de ceux d'hiver, qui se sont déroulés quelques mois avant ceux d'été. 
Aucun nouveau sport n'est ajouté aux Jeux. Le 15 mai 1924 est la dernière apparition du rugby à XV aux Jeux olympiques. Deux nouveaux symboles font leur apparition : la devise olympique et, pour la cérémonie de clôture, le rituel de lever des trois drapeaux. Le 19 juillet 1924, la savate est disputée en tant que sport de démonstration ; d'autres sports seront disputés durant les Jeux en tant que sport de démonstration : le canoë canadien (ou canoë-kayak), la pelote basque et la canne de combat. 
Comme lors des deux éditions précédentes, les États-Unis sont la nation la plus médaillée, suivie de la Finlande et de la France. À leurs participations aux Jeux pendant l'entre-deux-guerres, les Finlandais seront surnommés les « Finlandais volants ». La France remporte trente-huit médailles, dont treize en or et termine à la dernière marche du podium. L'athlète finlandais Paavo Nurmi est le sportif le plus médaillé avec cinq médailles, toutes en or, remportant les cinq épreuves auxquelles il participe. Avec lui, le nageur américain Johnny Weissmuller et l'escrimeur français Roger Ducret sont les deux sportifs les plus en vue de la compétition. Le nageur et joueur de water polo Henri Padou fut également une figure de ces Jeux. Lors de ces Jeux, dix records olympiques sont enregistrés, ainsi que neuf nouveaux records du monde.

## Contexte

### Candidatures
En 1921, lors de la 19e session du Comité international olympique (CIO) organisée à Lausanne en Suisse, Paris est désignée comme ville hôte des Jeux au détriment de Barcelone, Prague, Rome, Lyon, Amsterdam et Los Angeles, ces deux dernières étant les villes candidates favorites du CIO pour l'organisation des Jeux.
Cette envie de Pierre de Coubertin d'organiser des Jeux olympiques en France pour la seconde fois remonte à l'édition de 1900 à Paris, durant laquelle de nombreux problèmes ont eu lieu et est d'ailleurs par certains considérée comme de simples concours internationaux ; l'appellation des Jeux de 1900 se nommant « concours internationaux d'exercices physiques et de sports », ce qui porte à confusion. Dans l'optique d'organiser des meilleurs Jeux, il souhaite prouver au monde que Paris et la France sont capables d'accueillir les athlètes du monde entier dans des compétitions confraternelles mais le CIO ne l'entend pas de cette oreille. C'est après de nombreuses discussions que Pierre de Coubertin obtient la satisfaction du CIO. C'est durant cette même session que les Jeux olympiques d'hiver de 1924 à Chamonix-Mont-Blanc seront décidés ainsi que la construction du tout premier village olympique pour les Jeux d'été.

### Les derniers Jeux de Pierre de Coubertin

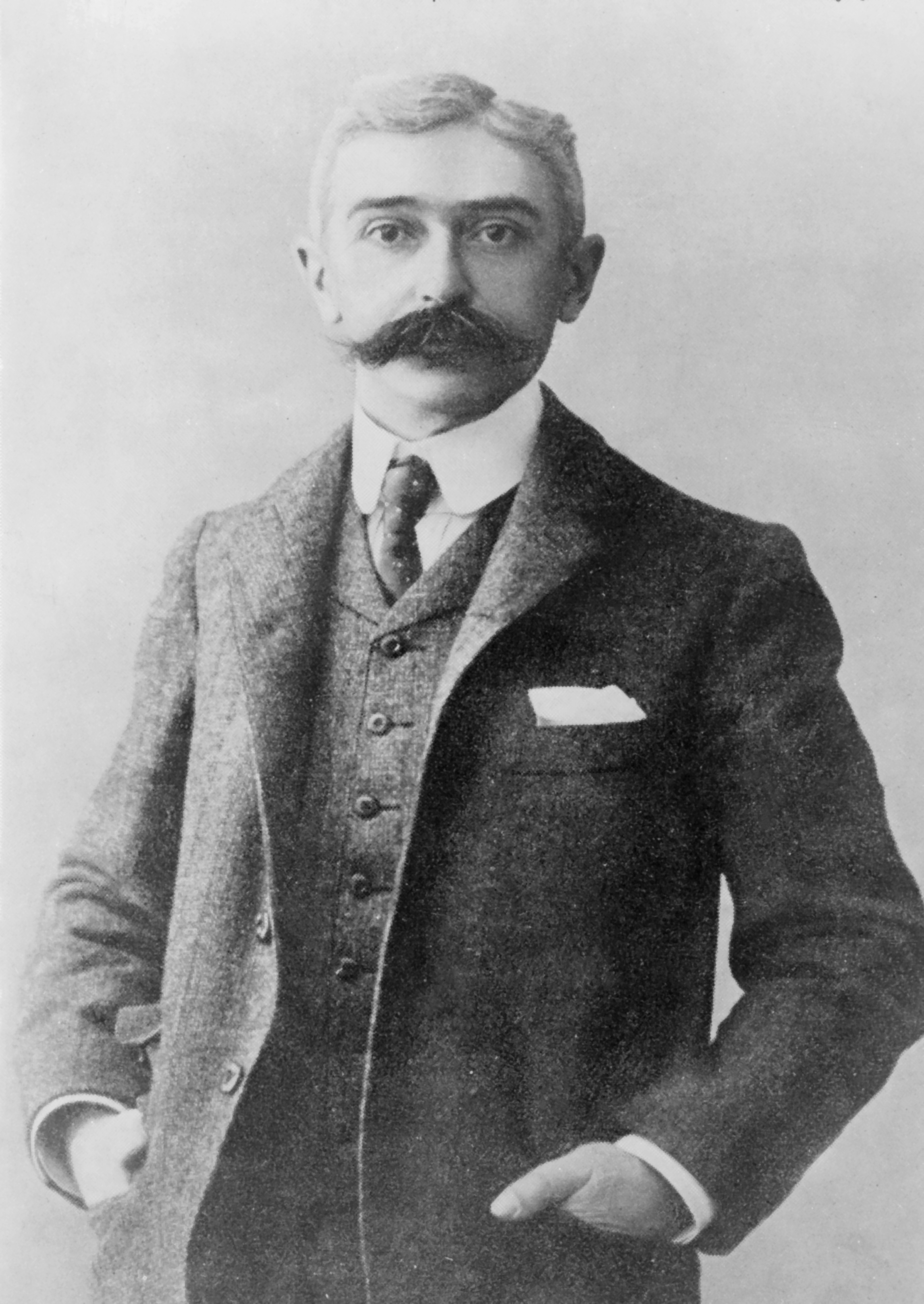
Le baron Pierre de Coubertin.

Le Baron Pierre de Coubertin se retira à l’occasion de ces Jeux olympiques d'été de 1924. L’un des derniers souhaits du président du Comité international olympique aura été de voir son pays organiser les Jeux olympiques après ceux contestés de 1900. Malgré l’absence du public et quelques difficultés financières, ces Jeux furent une réussite dans la participation et les performances des athlètes, mais aussi par l’intérêt grandissant pour l’événement.

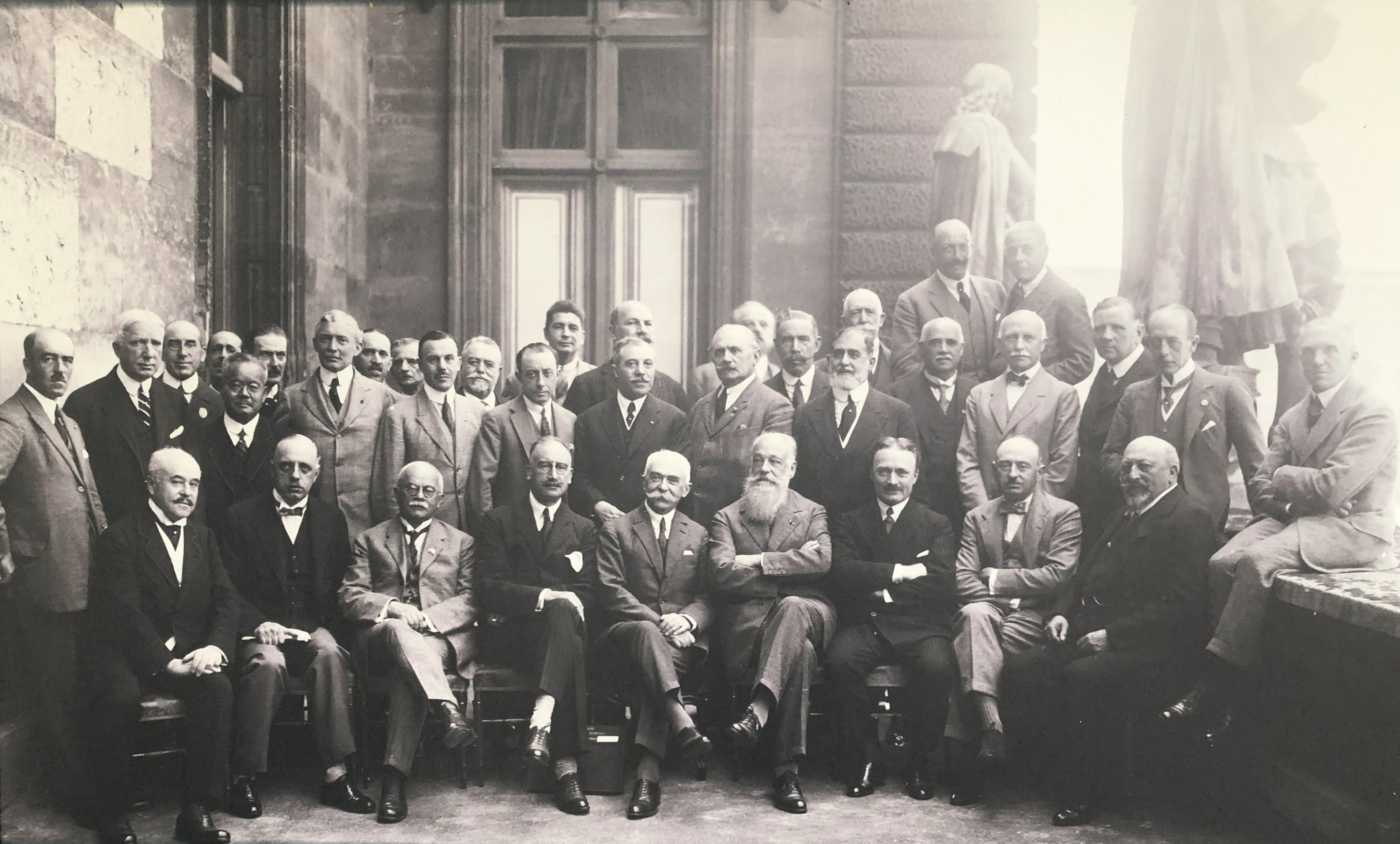
Ouverture de la 22e session du CIO.

Coubertin avait fondé le CIO en 1894 et fut l’un des principaux instigateurs du renouveau des Jeux olympiques de l’ère moderne. Durant ces Jeux, un hommage solennel lui fut rendu le 23 juin 1924 à l’occasion du trentième anniversaire de la rénovation des Jeux. Il confirma son intention de se retirer en déclarant  à cette occasion « J’ai fait mon œuvre ». En 1925, Pierre de Coubertin céda sa place de Président du Comité international olympique au comte belge Henri de Baillet-Latour. Le baron poursuivra ses collaborations avec l’olympisme en conseillant le CIO et en rédigeant de nombreux ouvrages, dont la « Charte de la Réforme pédagogique ». Pierre de Coubertin meurt en 1937.
Le 25 juin 1924, la 22e session du Comité international olympique s'ouvre au Louvre en présence d'Albert Glandaz, de Coubertin et du marquis Melchior de Polignac.

## Organisation

### Comité d’organisation

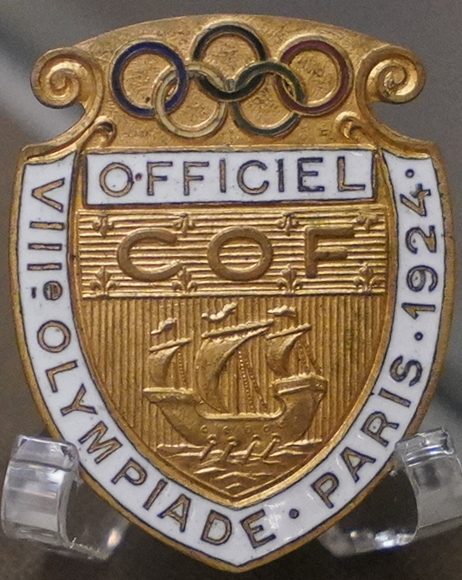
Badge d'officiels.

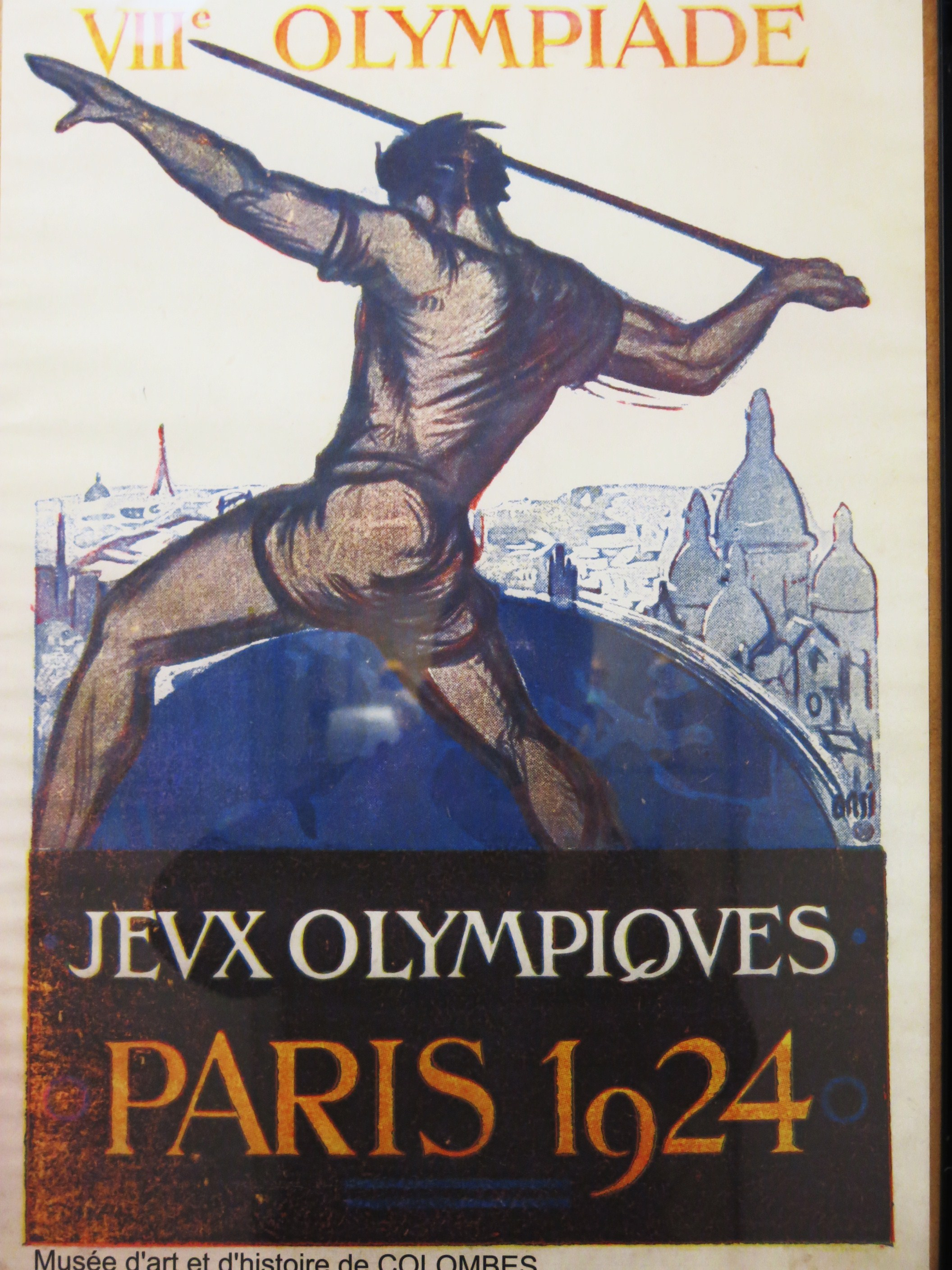
Affiche des jeux olympiques de Paris de 1924, musée municipal d'Art et d'Histoire de Colombes.

En 1922, un Comité exécutif d'organisation est nommé par une assemblée du Comité olympique français. Ce comité est présidé par le comte Clary et est composé de 26 membres désignés par les fédérations sportives nationales et de sept membres élus par le Comité national. Il s'agit notamment de Gaston Vidal, sous-secrétaire d’État à l’Enseignement technique, du marquis de Polignac, de M. Giraudoux, directeur de la Propagande au ministère des Affaires étrangères, de Gilbert Peycelon, délégué du Gouvernement et de Henry Paté, haut-commissaire à l’Éducation physique. D'anciennes gloires sportives sont également associées au comité exécutif, comme Frantz Reichel et Jules Rimet.
Le comité est chargé entre autres du financement, des infrastructures, de l'organisation du calendrier sportif, et de l'accueil des athlètes et des spectateurs. Dès la désignation de Paris, l'État français s'engagea à financer ces Jeux à hauteur de vingt millions de francs. La ville de Paris quant à elle fournit les terrains ainsi qu'une subvention de dix millions de francs.

### Sites des compétitions
Village olympique

Plan d'ensemble des divers sites olympiques.

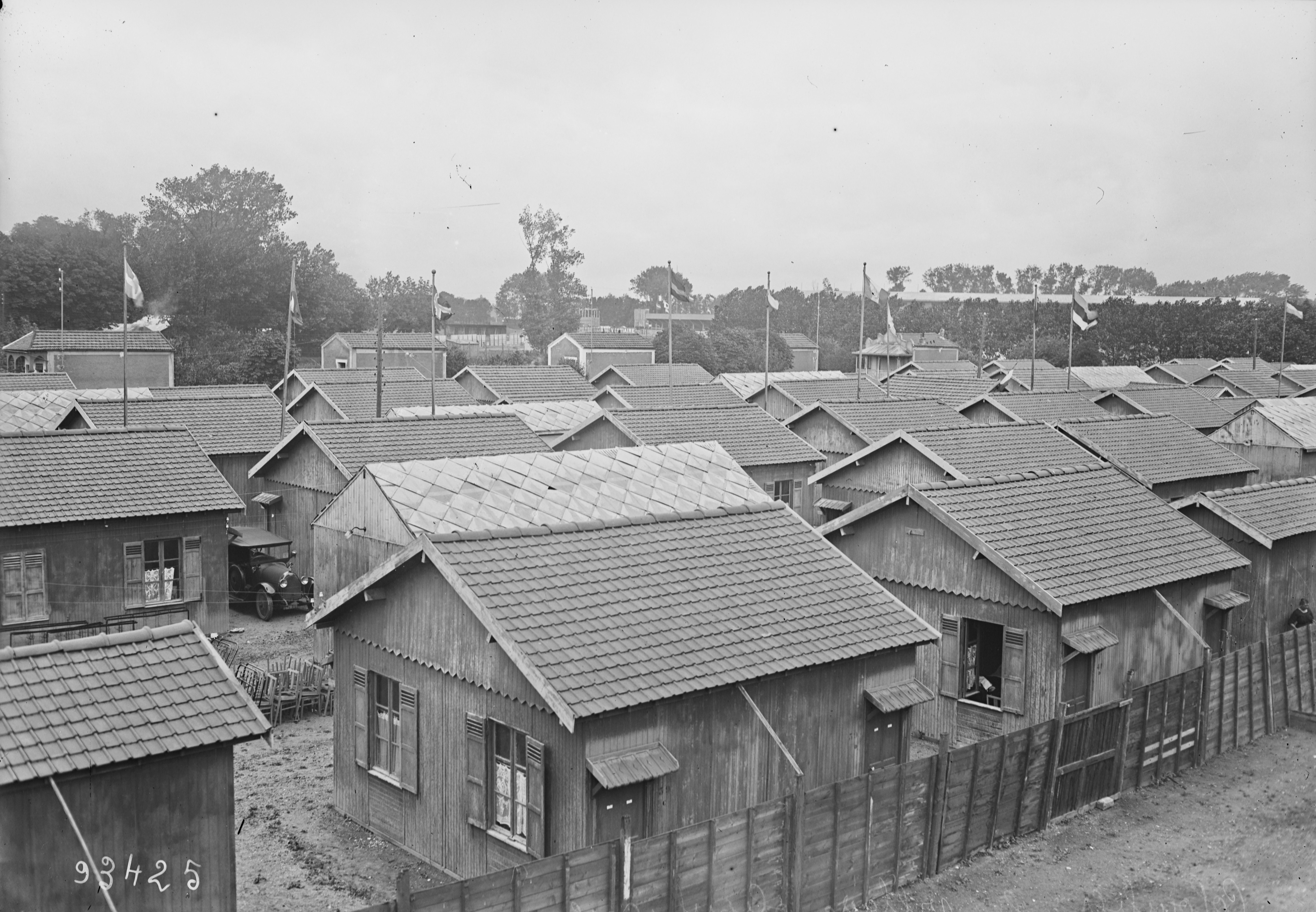
Le premier village olympique est un ensemble de baraquements en bois.

La décision de confier au Comité d'organisation des Jeux le logement des délégations fut prise en 1923 lors du congrès olympique de Rome. La ville de Colombes accueille donc le premier village olympique, du genre constitué de baraquements en bois. Les athlètes ont à disposition un bureau de change, un salon de coiffure, un bureau de poste, un kiosque à journaux, un service de blanchissage et un service de garde des objets de valeur. Trois repas par jour sont offerts. Les Britanniques acceptent les conditions offertes à condition d'avoir droit à un cuisinier britannique. Quant aux Américains, ils préfèrent s'installer dans le parc du château de Rocquencourt.

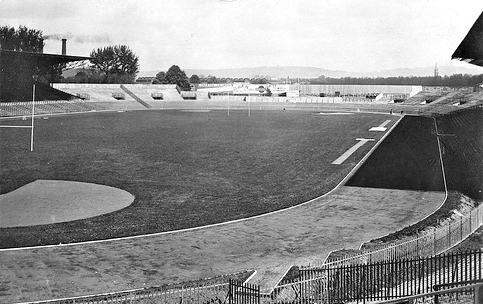
Le stade olympique de Colombes en 1924.

Stade olympique
Pariant sur les vertus du « Grand Paris », le comité d'organisation opte pour le choix de bâtir le stade olympique à Colombes. Les dirigeants du sport français réclament un grand stade de 100 000 places, mais le financement ne peut être réuni. Il est réalisé, avec le Comité national des sports (CNS), par le Racing Club de France, qui obtient 50 % des recettes des Jeux sous la forme du stade de Colombes, qui est doté de 45 000 places dont 20 000 assises, conçu par l’architecte Louis Faure-Dujarric qui lui donne un riche équipement : eau chaude, éclairage électrique, chauffage des locaux, vestiaires pouvant accueillir jusqu’à 1 200 athlètes, piste d’entraînement aménagée sous la tribune marathon et salles de presse sous les gradins. 

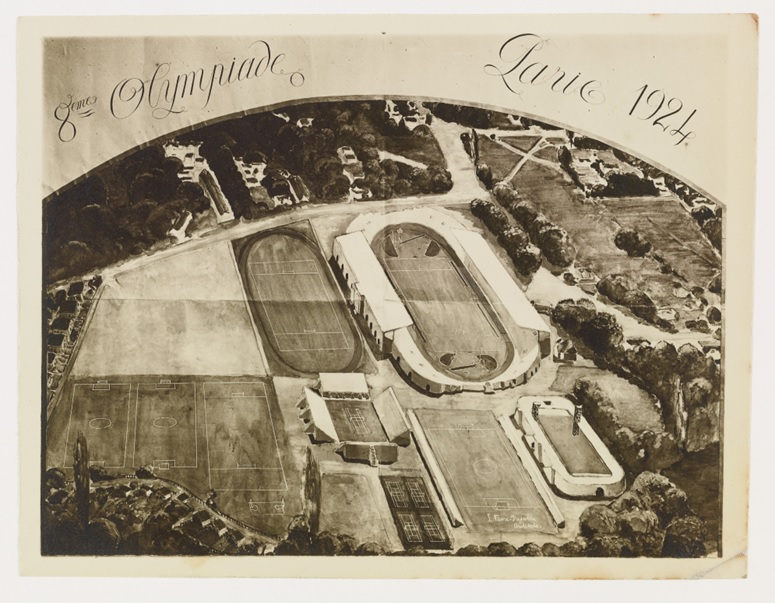
Vue aérienne du stade olympique (1924).

Colombes l'emporte sur le stade Pershing ou le Parc des Princes, autres sites candidats. Sur décision du gouvernement, Pershing est évoqué dès 1921, puis le fameux Parc des Princes, déjà connu pour accueillir les compétitions nationales et internationales de rugby, football et cyclisme, semble être le favori. Cependant, la ville de Paris refuse de financer les travaux au Parc, et on se replie alors en banlieue. En 1922, on évoque même un temps le retrait des Jeux de Paris pour les donner à Lyon. 
Autres sites

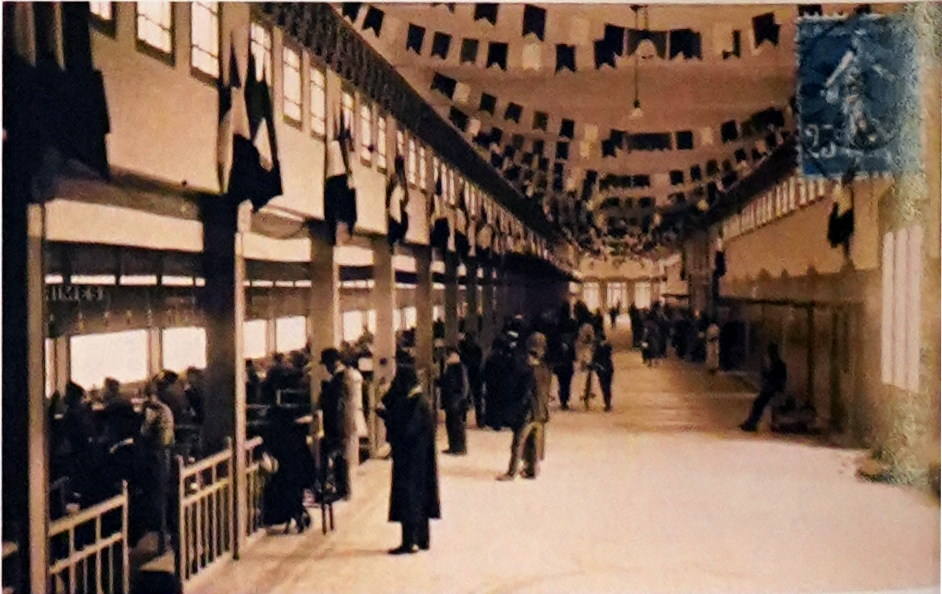
Le stand de tir de Tinqueux.

Pour les épreuves de natation, la piscine des Tourelles est construite. C'est le premier bassin de 50 m à couloirs séparés par des lignes de bouchons en liège. Les épreuves de tir se tiennent à Reims, dans un bâtiment construit pour l'occasion. M. Thomasson, architecte de l'Union des sociétés de tir de France, signe les plans de ce bâtiment. Les épreuves de tir de chasse (cerf) se déroulent au stand du Tir national de Versailles. Les épreuves d'équitation se déroulent à l'hippodrome d'Auteuil, le vélodrome d'Hiver accueille la boxe, la lutte et l'haltérophilie, le vélodrome de Vincennes le cyclisme sur piste, le bassin d'Argenteuil l'aviron. Les matchs de football se déroulent au stade Pershing, au stade Bergeyre et au stade de Paris à Saint-Ouen, les régates de voile à Meulan et au Havre. Les sites de Versailles, Saint-Cloud, Bagatelle, Boulogne-Billancourt, Issy-les-Moulineaux et Meudon sont également choisis par le comité d'organisation pour accueillir les différentes disciplines au programme.

### Cérémonie d’ouverture

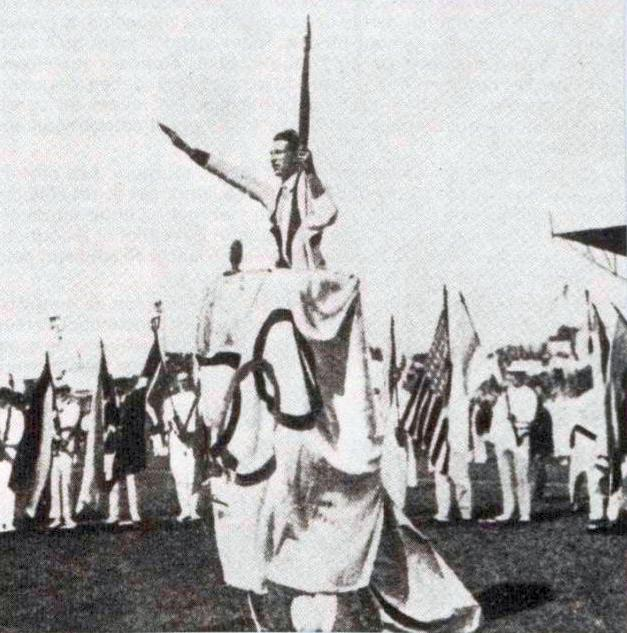
Géo André prête le serment olympique.

Le 5 juillet 1924, la cérémonie d'ouverture se tient au stade de Colombes devant 40 000 spectateurs. Les 44 délégations pénètrent dans le stade par ordre alphabétique. L'Afrique du Sud est la première nation à défiler et la Yougoslavie la dernière. Les délégations les plus applaudies furent la France, le Royaume-Uni et les États-Unis. Gaston Doumergue, nouveau président de la République française, proclame officiellement l'ouverture des Jeux olympiques de 1924 en présence des membres du Comité international olympique, en particulier de son président, le baron Pierre de Coubertin. La Société nationale des orphéonistes Crick-Sicks chantèrent pour cette occasion. Après une sonnerie de trompette et un coup de canon, le drapeau olympique est hissé au sommet du mât central du stade. La cérémonie se termine par un discours du comte Clary, président du Comité d'organisation. Enfin, le serment olympique des athlètes est prêté par le français Géo André, ancien médaillé olympique en 1908 et 1920.
La cérémonie de clôture du 27 juillet inaugure un nouveau rituel lors des Jeux olympiques en hissant trois drapeaux dans le stade : celui du Comité international olympique, celui du pays hôte et celui du prochain pays à accueillir les Jeux.

La cérémonie d'ouverture
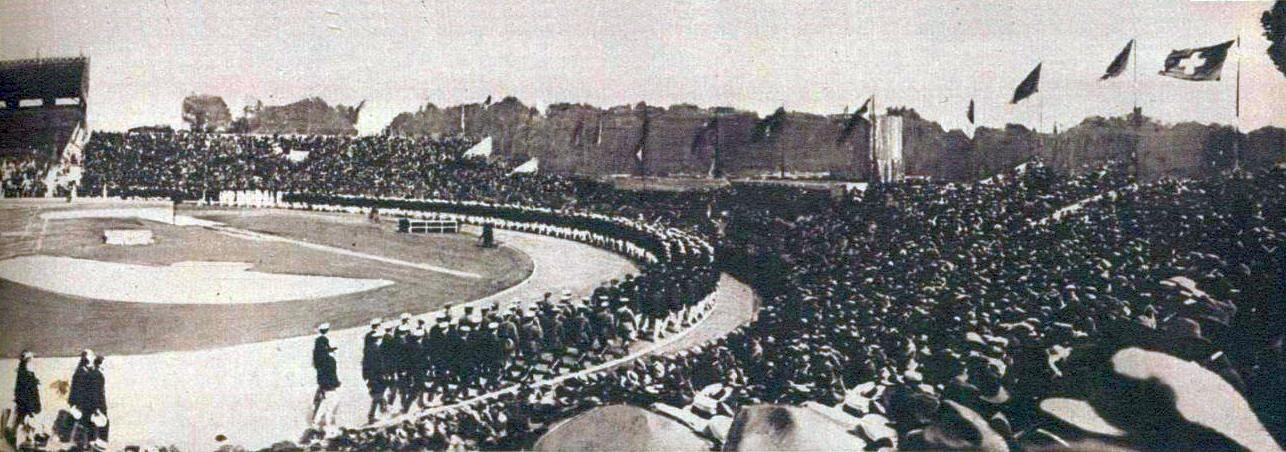
Le passage des délégations.
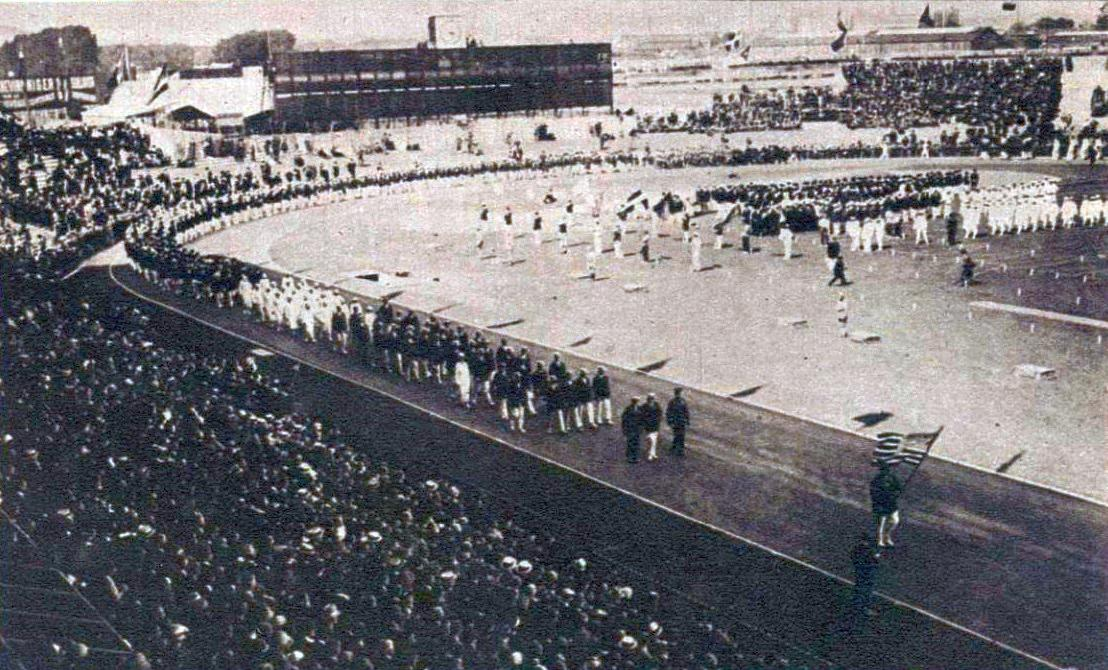
La délégation américaine.
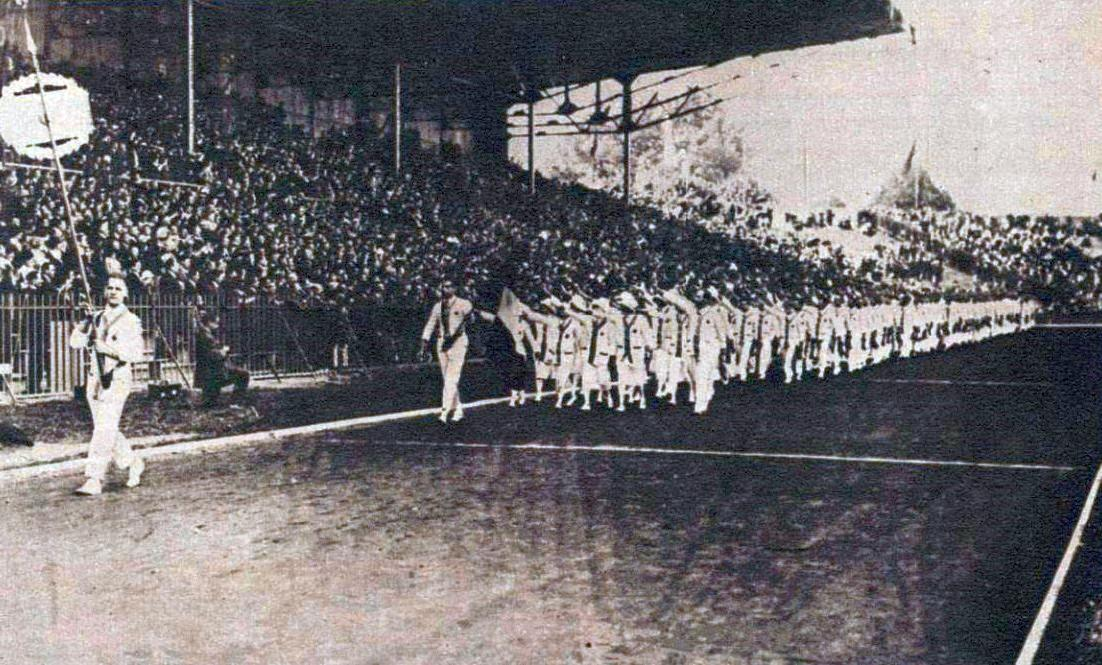
La délégation française.
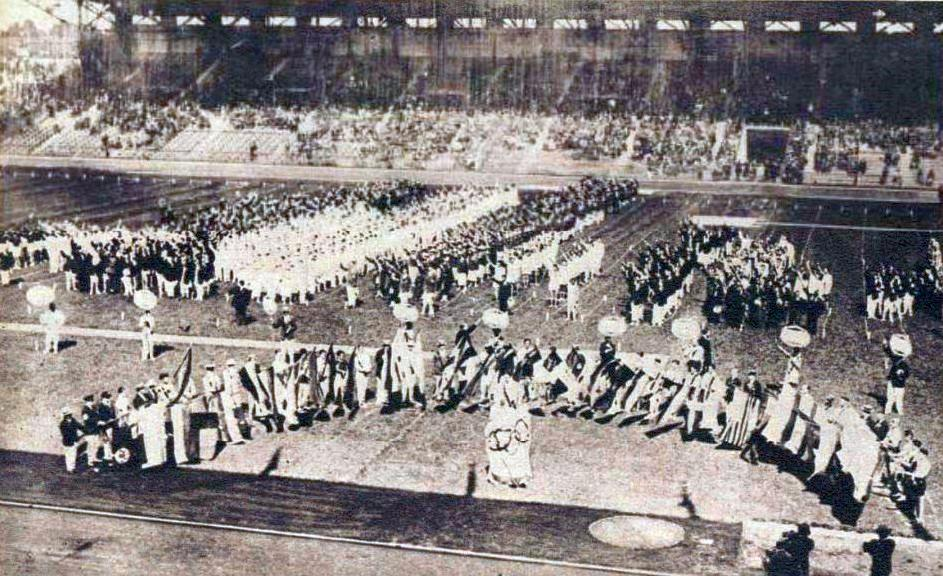
Les 45 portes-drapeau (Géo André au centre).
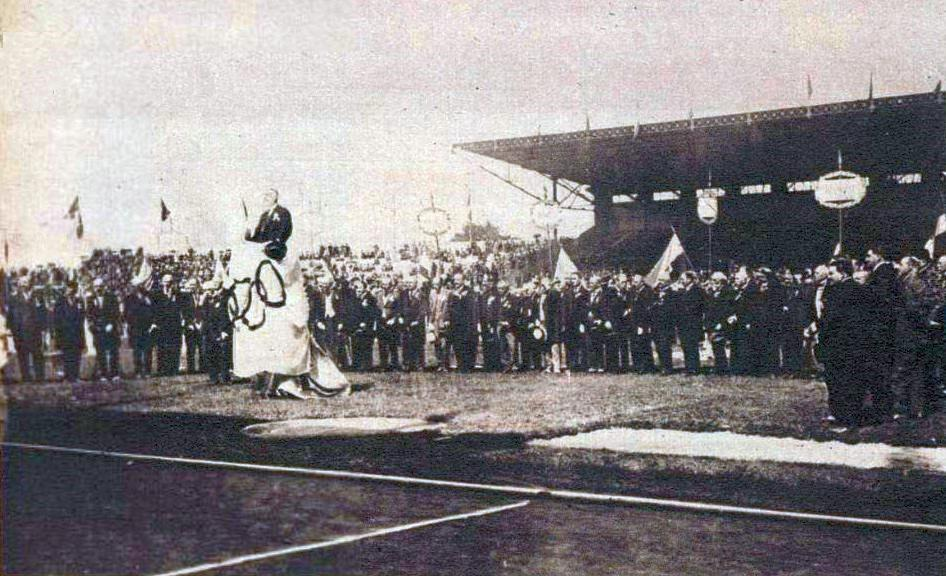
Le comte Justinien Clary président du C.O.F. à la tribune.

## Nations participantes

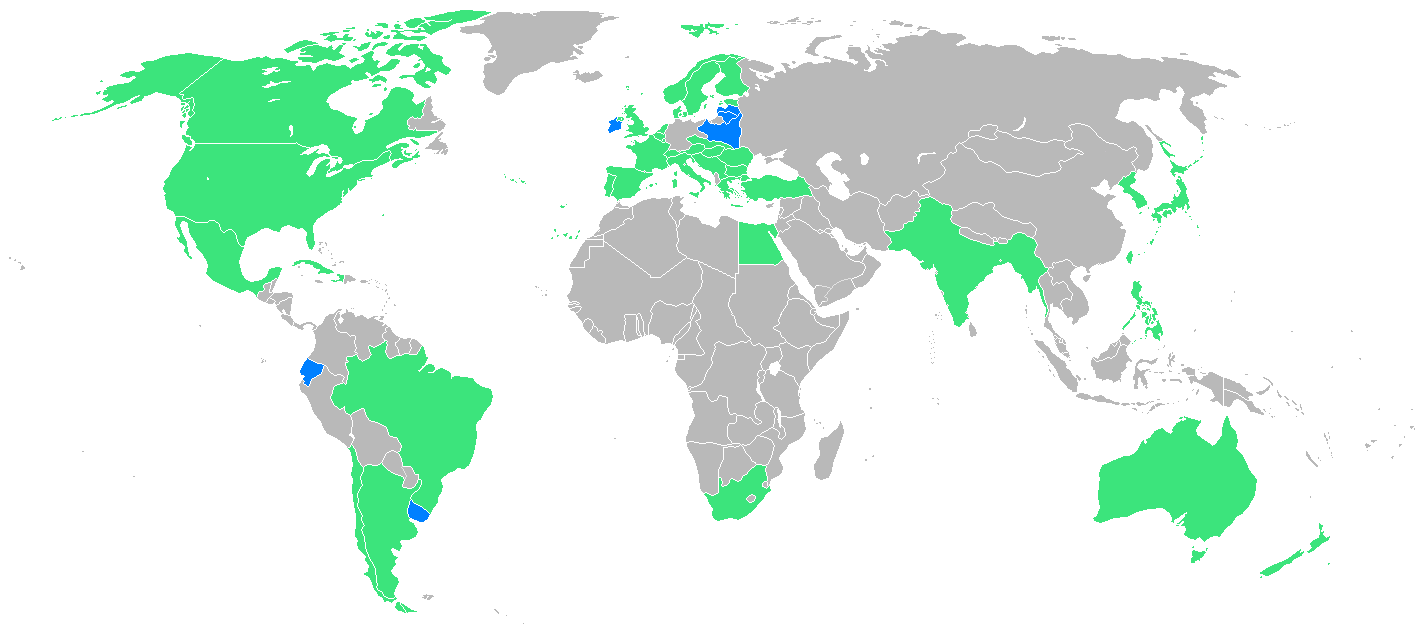
Pays participants.
Pays participant pour la première fois.
Pays ayant déjà participé.

44 nations prennent part aux Jeux d'été de 1924. L'Allemagne n'est pas invitée par le comité d'organisation, qui prétexte qu'il n'était pas en mesure d'assurer la sécurité de la délégation allemande, mais les autres nations vaincues lors de la Première Guerre mondiale, écartées en 1920, font leur retour.
L'Équateur, l'Irlande, la Lituanie, les Philippines et l'Uruguay participent pour la première fois. La Lettonie et la Pologne étaient déjà présentes lors des Jeux d'hiver à Chamonix, mais il s'agit de leur première participation aux Jeux d'été.
| Afrique                             | Amérique | Asie                                     | Europe | Océanie                                 |
| - Afrique du Sud (30) - Égypte (33) | - Argentine (77) - Brésil (12) - Canada (65) - Chili (11) - Cuba (9) - Équateur (3) - États-Unis (299) - Haïti (8) - Mexique (15) - Uruguay (31) | - Inde (7) - Japon (9) - Philippines (1) | - Autriche (49) - Belgique (172) - Bulgarie (24) - Danemark (89) - Espagne (129) - Estonie (44) - Finlande (90) - France (401) - Grande-Bretagne (267) - Grèce (26) - Hongrie (89) - Irlande (39) - Italie (200) - Lettonie (41) - Lituanie (13) - Luxembourg (22) - Monaco (7) - Norvège (62) - Pays-Bas (153) - Pologne (65) - Portugal (30) - Roumanie (51) - Yougoslavie (37) - Suède (108) - Suisse (75) - Tchécoslovaquie (70) - Turquie (31) | - Australie (37) - Nouvelle-Zélande (4) |
| 2 pays                              | 10 pays | 3 pays                                   | 27 pays | 2 pays                                  |

## Compétition

### Sports et résultats
17 sports et 126 épreuves composent le programme des Jeux olympiques de 1924. Il s'agit de l'ultime apparition du rugby alors que le tennis est disputé pour la dernière fois avant sa réintroduction en 1988 avec les professionnels. La savate, le canoë canadien, la pelote basque et la canne de combat sont en démonstration.
| - Athlétisme (27) - Aviron (7) - Boxe (8) - Cyclisme (6) - Équitation (5) - Escrime (7) - Football (1) | - Gymnastique (9) - Haltérophilie (5) - Lutte (13) - Pentathlon moderne (1) - Polo (1) - Rugby (1) - Tennis (5) | - Sports aquatiques Natation (11) Plongeon (5) Water-polo (1) - Tir (10) - Voile (3) |

### La domination des Finlandais volants
Les « Finlandais volants » est le surnom donné aux athlètes finlandais de l'entre-deux-guerres en raison de leur suprématie sur les courses de fond et de demi-fond. Lors de ces Jeux olympiques de 1924, la Finlande remporte huit titres et douze médailles au total.

#### Paavo Nurmi

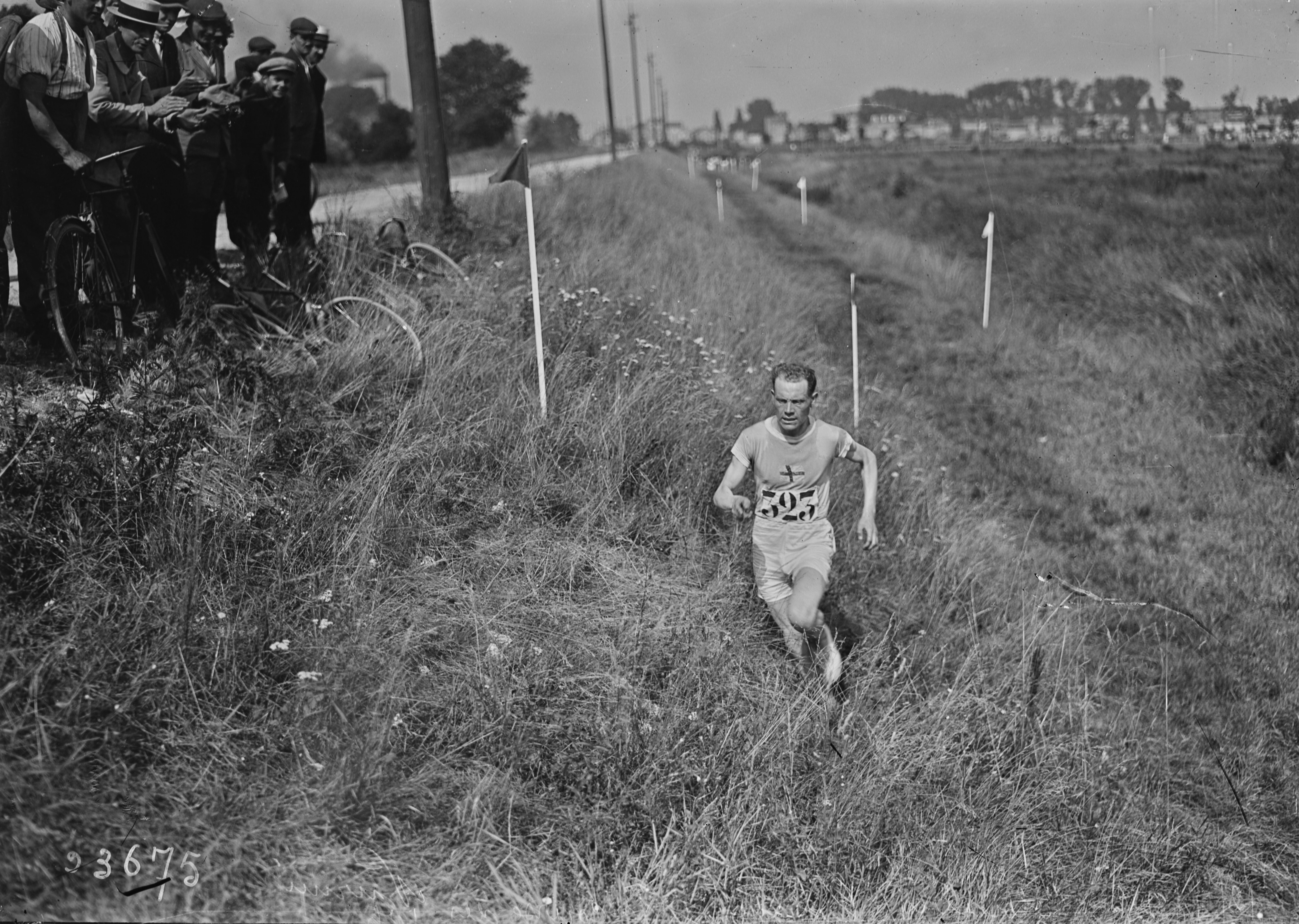
Paavo Nurmi survole le cross-country individuel qu'il remporte avec plus d'une minute d'avance sur son dauphin.

Après ses titres remportés quatre ans plus tôt à Anvers, Paavo Nurmi remporte cinq nouvelles médailles d'or. Le 10 juillet 1924, le Finlandais réalise un exploit sans précédent en remportant le titre du 1 500 m avant de s'imposer deux heures après sur le 5 000 m. Deux jours plus tard, Nurmi gagne l'épreuve du cross-country individuel sous la canicule parisienne avec 1 min 24 s d'avance sur le deuxième. Pour terminer, il glane deux titres supplémentaires avec ses coéquipiers finlandais sur le 3 000 m et le cross-country. Le bilan de Paavo Nurmi aurait pu être encore amélioré s'il n'avait pas déclaré forfait sur l'épreuve du 10 000 m dont il détenait le titre.

#### Ville Ritola

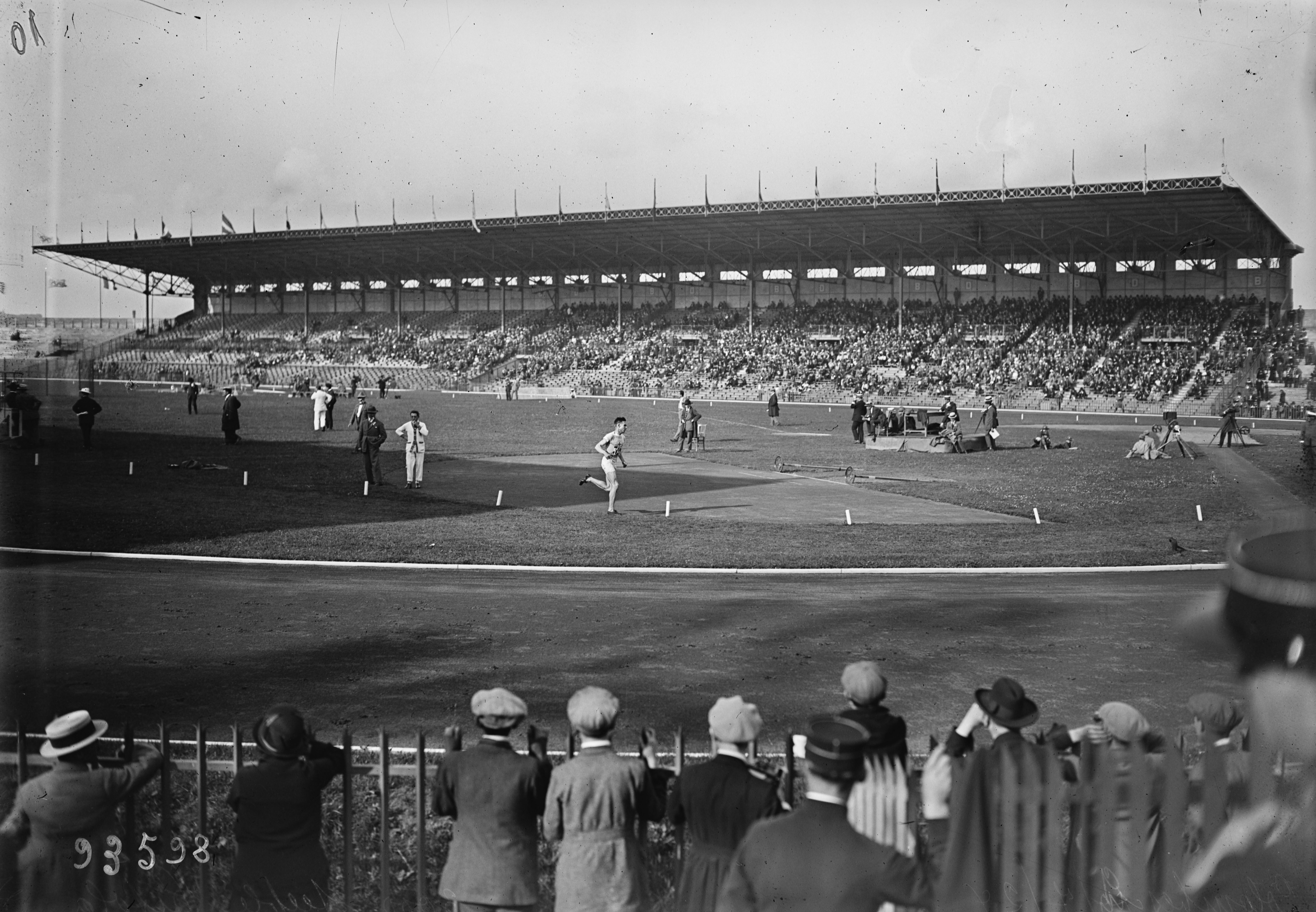
En l'absence de Paavo Nurmi, Ville Ritola remporte le 3000 m steeple.

L'autre « Finlandais volant », Ville Ritola, qui n'a pas le palmarès olympique de son compatriote Paavo Nurmi lorsqu'il arrive dans la capitale française, réalise lui aussi un grand exploit en remportant le 10 000 m avec en prime un nouveau record du monde, et plus d'un demi-tour d'avance sur le deuxième. Ville Ritola remporte ensuite le 3 000 m steeple avec 75 m d'avance sur son dauphin. Dominé par Nurmi sur le 5 000 m et le cross, il remporte avec lui deux médailles d'or supplémentaires par équipe.

#### Les autres Finlandais
L'équipe de Finlande dispose avec Nurmi et Ritola d'un potentiel d'athlètes de très haut niveau. Le marathon est remporté par Albin Stenroos avec près de six minutes d'avance sur le deuxième. Elias Katz est membre de l'équipe finlandaise du 3 000 m championne olympique. Il décroche également la médaille d'argent du 3 000 m steeple. Les autres médaillés finlandais en fond ou demi-fond sont Eero Berg et Heikki Liimatainen.

### Les exploits du nageur Johnny Weissmuller
Le nageur américain Johnny Weissmuller survole les épreuves de natation des Jeux de 1924 en remportant trois médailles d’or et une de bronze. Weissmuler, âgé de dix-neuf ans, s’impose tout d’abord sur l’épreuve du 400 m nage libre en devançant le Suédois Arne Borg de près d’une seconde. Quelques jours plus tard, il remporte sa course de prédilection, le 100 m nage libre, en battant sous le temps de 59 s son compatriote Duke Kahanamoku, champion olympique de la distance douze ans plus tôt. Puis, Johnny Weissmuller décroche le titre du relais 4 × 200 m avec ses coéquipiers américains, devançant les deuxièmes de près de neuf secondes. Enfin, pour compléter ce palmarès, le nageur américain termine troisième du tournoi olympique de water-polo, portant son total de médailles à quatre.
Weissmuler remportera deux médailles supplémentaires aux Jeux olympiques de 1928, enrichissant un palmarès exceptionnel de 52 titres nationaux et de 67 records du monde. Il mettra un terme à sa carrière en n’ayant jamais perdu une course. En 1929, Johnny Weissmuler se lança dans le cinéma en interprétant le rôle de Tarzan.

### Autres résultats sportifs
En escrime, le Français Roger Ducret réussit l'exploit de remporter cinq médailles dans les trois disciplines qui composent ce sport. Ducret remporte tout d'abord l'épreuve du fleuret individuel en battant son compatriote Philippe Cattiau. Tous deux décrochent le titre par équipe avec l'équipe de France face à la Belgique. Roger Ducret s'impose ensuite à l'épée par équipe, toujours face aux Belges. L'escrimeur français obtient une nouvelle médaille, celle d'argent, dans l'épreuve d'épée individuelle et du sabre individuel. Ces Jeux de 1924 marquent par ailleurs l'apparition du fleuret féminin dans les épreuves olympiques. La médaille d'or est attribuée à la Danoise Ellen Osiier.

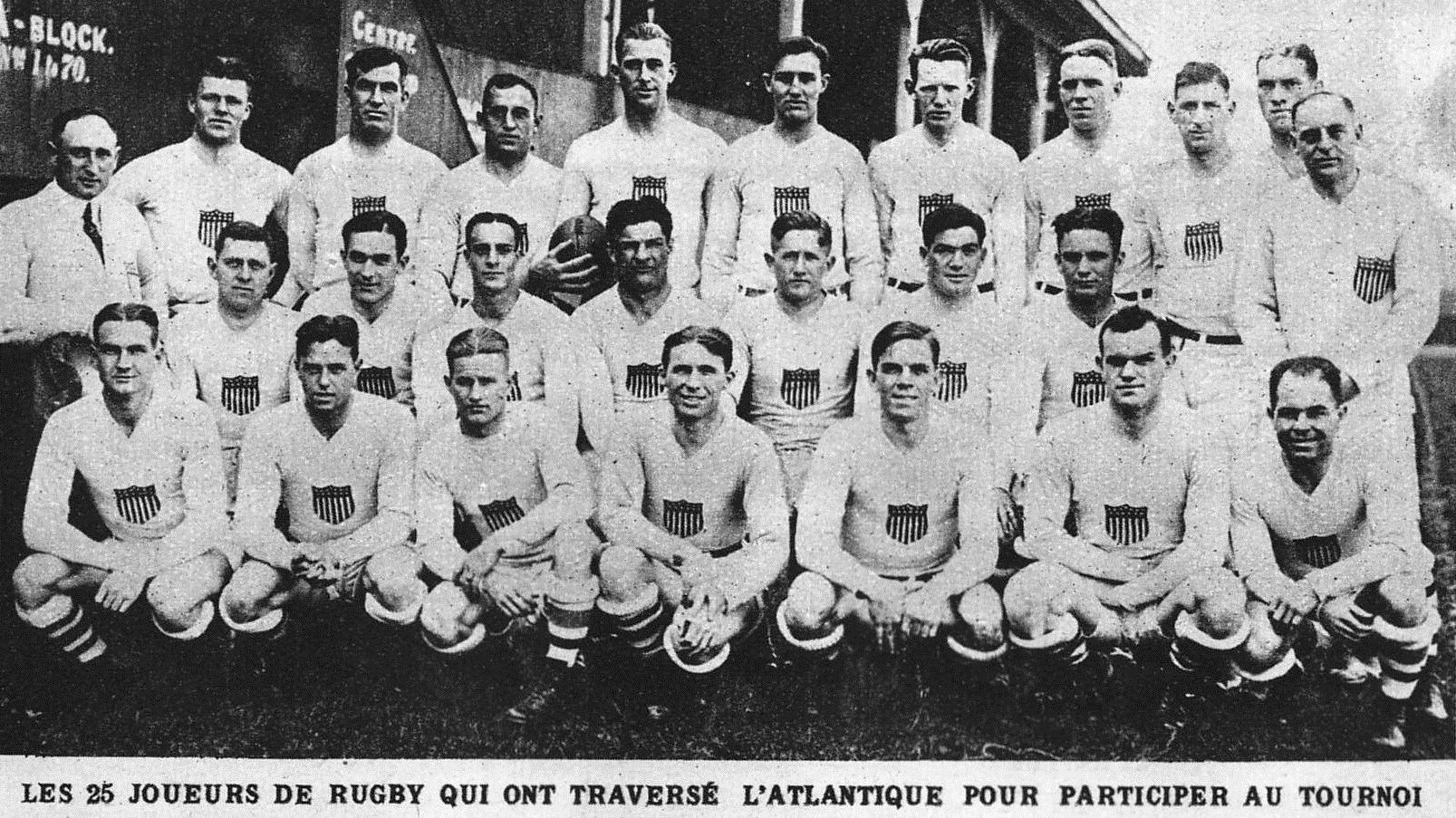
L'équipe de rugby des États-Unis.

Parmi les autres faits sportifs marquants, l'équipe des États-Unis de rugby composée de joueurs de football américain, remporte le tournoi en battant la France 17 à 3. En tennis, l'américain Vincent Richards décroche trois médailles dont deux d'or en simple et double messieurs. L'équipe de France de cyclisme survole les épreuves avec six médailles dont quatre titres sur les six courses au programme. En athlétisme, le sauteur en longueur américain William DeHart Hubbard obtient la première médaille d'or individuelle pour un athlète noir. Son compatriote Clarence Houser remporte les concours du disque et du poids. Enfin, en football, l'équipe d'Uruguay gagne le tournoi olympique. Son milieu de terrain, José Andrade, éblouit les spectateurs parisiens par ses dribbles, ses changements de rythme et son élégance. Il est élu meilleur joueur du tournoi.
| Athlète            | Pays       | Sport                  | Médaille d'or, Jeux olympiques | Médaille d'argent, Jeux olympiques | Médaille de bronze, Jeux olympiques | Total |
| Paavo Nurmi        | Finlande   | Athlétisme             | 5                              | 0                                  | 0                                   | 5     |
| Ville Ritola       | Finlande   | Athlétisme             | 4                              | 2                                  | 0                                   | 6     |
| Roger Ducret       | France     | Escrime                | 3                              | 2                                  | 0                                   | 5     |
| Johnny Weissmuller | États-Unis | Natation et water-polo | 3                              | 0                                  | 1                                   | 4     |
| Vincent Richards   | États-Unis | Tennis                 | 2                              | 1                                  | 0                                   | 3     |

## Tableau des médailles
La délégation des États-Unis remporte plus du tiers des épreuves et totalise 99 médailles. Elle devance la Finlande avec 37 médailles (dont dix titres en athlétisme). La France, pays organisateur, se classe troisième nation avec 38 médailles (dont treize d'or).
| Rang  | Pays                   | Médaille d'or, Jeux olympiques | Médaille d'argent, Jeux olympiques | Médaille de bronze, Jeux olympiques | Total |
| 1     | États-Unis             | 45                             | 27                                 | 27                                  | 99    |
| 2     | Finlande               | 14                             | 13                                 | 10                                  | 37    |
| 3     | France                 | 13                             | 15                                 | 10                                  | 38    |
| 4     | Grande-Bretagne        | 9                              | 13                                 | 12                                  | 34    |
| 5     | Italie                 | 8                              | 3                                  | 5                                   | 16    |
| 6     | Suisse                 | 7                              | 8                                  | 10                                  | 25    |
| 7     | Norvège                | 5                              | 2                                  | 3                                   | 10    |
| 8     | Suède                  | 4                              | 13                                 | 12                                  | 29    |
| 9     | Pays-Bas               | 4                              | 1                                  | 5                                   | 10    |
| 10    | Belgique               | 3                              | 7                                  | 3                                   | 13    |
| 11    | Australie              | 3                              | 1                                  | 2                                   | 6     |
| 12    | Danemark               | 2                              | 5                                  | 2                                   | 9     |
| 13    | Hongrie                | 2                              | 3                                  | 4                                   | 9     |
| 14    | Yougoslavie            | 2                              | 0                                  | 0                                   | 2     |
| 15    | Tchécoslovaquie        | 1                              | 4                                  | 5                                   | 10    |
| 16    | Argentine              | 1                              | 3                                  | 2                                   | 6     |
| 17    | Estonie                | 1                              | 1                                  | 4                                   | 6     |
| 18    | Union d'Afrique du Sud | 1                              | 1                                  | 1                                   | 3     |
| 19    | Uruguay                | 1                              | 0                                  | 0                                   | 1     |
| 20    | Autriche               | 0                              | 3                                  | 1                                   | 4     |
| 20    | Canada                 | 0                              | 3                                  | 1                                   | 4     |
| 22    | Pologne                | 0                              | 1                                  | 1                                   | 2     |
| 23    | Portugal               | 0                              | 0                                  | 1                                   | 1     |
| 23    | Roumanie               | 0                              | 0                                  | 1                                   | 1     |
| 23    | Haïti                  | 0                              | 0                                  | 1                                   | 1     |
| 23    | Nouvelle-Zélande       | 0                              | 0                                  | 1                                   | 1     |
| 23    | Japon                  | 0                              | 0                                  | 1                                   | 1     |
| Total | Total                  | 126                            | 127                                | 125                                 | 378   |

## Les Concours d’art
En marge des épreuves sportives, des concours d'art sont organisés à l'occasion de ces Jeux olympiques de Paris du 15 mars au 15 avril 1924. Henry de Montherlant participe à l'épreuve de littérature. Les deux autres domaines artistiques dans lesquels des prix sont décernés sont l'architecture et la sculpture. Le jury de l'épreuve de musique a considéré qu'aucune oeuvre présentée ne méritait de récompense.
| Discipline   | Vermeil                        | Argent                                         | Bronze                                             |
| ------------ | ------------------------------ | ---------------------------------------------- | -------------------------------------------------- |
| Littérature  | Géo-Charles (France)           | J. Petersen (Danemark) M. Stuart (Royaume-Uni) | O. St John Gogarty (Irlande) C.-A. Gonnet (France) |
| Sculpture    | Constantin Dimitriadis (Grèce) | F. Heldenstein (Luxembourg)                    | J.R. Gauguin (Danemark) C.L. Mascaux (France)      |
| Peinture     | Jean Jacoby (Luxembourg)       | Jack Butler Yeats (Irlande)                    | J. Van Hell (Pays-Bas)                             |
| Architecture | Non décernée                   | Alfréd Hajós et D. Lauber (Hongrie)            | J. Medecin (Monaco)                                |
| Musique      | Pas de récompense attribuée    | Pas de récompense attribuée                    | Pas de récompense attribuée                        |

## Médias
Environ sept cents journalistes sont présents à Paris pour suivre les compétitions. Pour la première fois, des épreuves olympiques sont commentées en direct à la radio grâce à l'arrivée de la TSF. Afin de mieux suivre les exploits sportifs, le journaliste Edmond Dehorter se place dans la nacelle d'un ballon survolant les différents sites olympiques.

## Arts

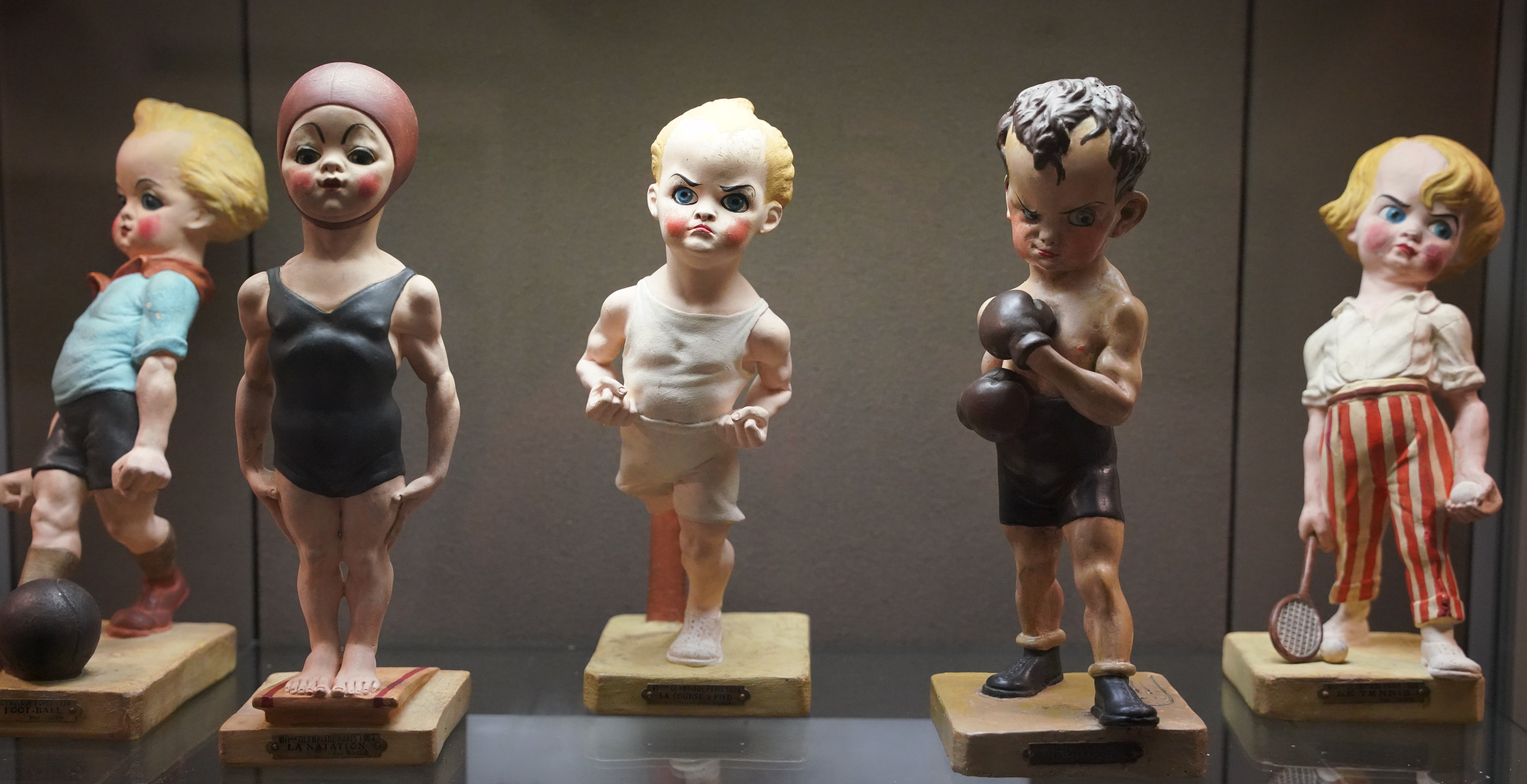
Présenté au musée municipal d'Art et d'Histoire de Colombes :
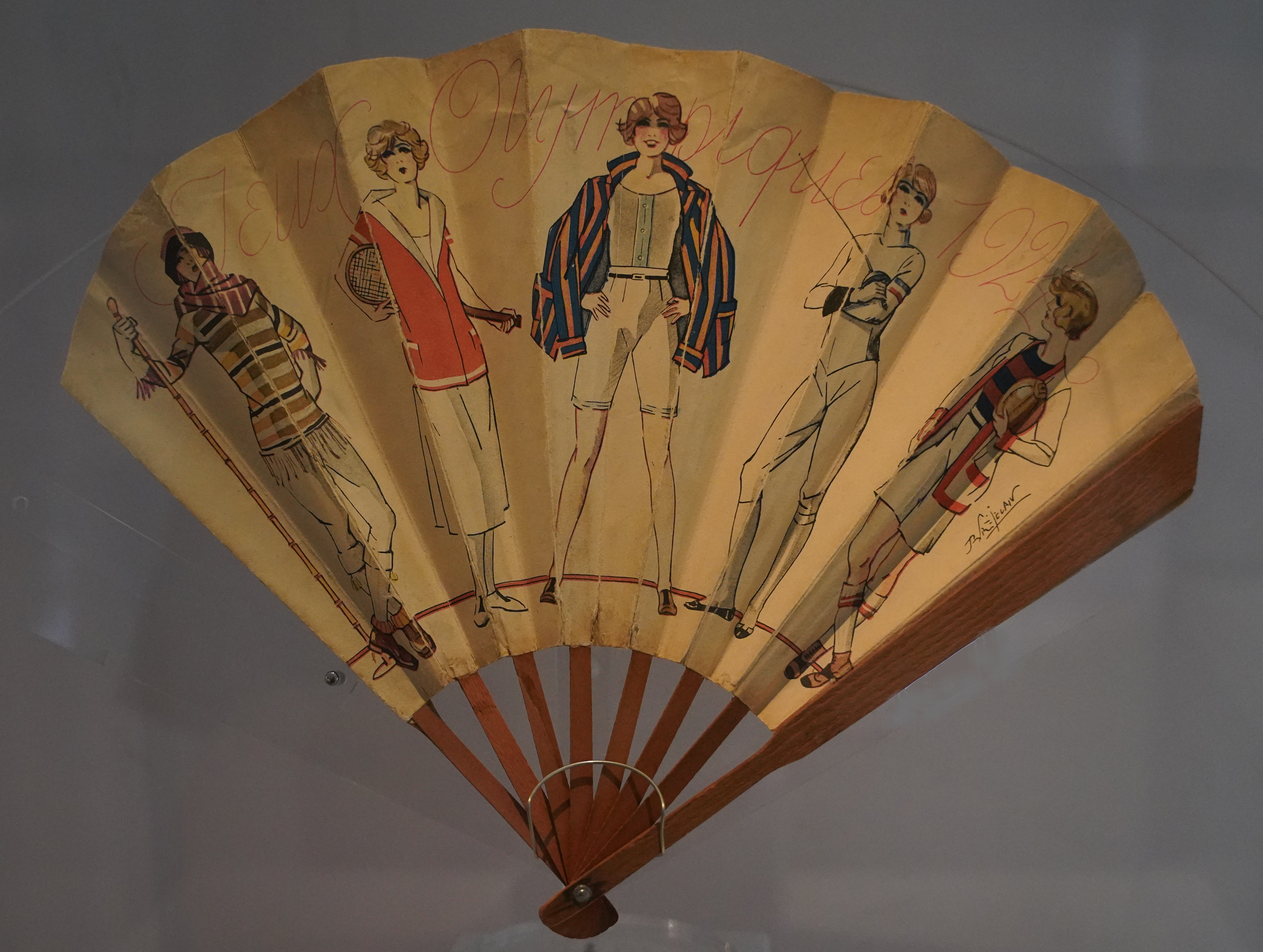
éventail,
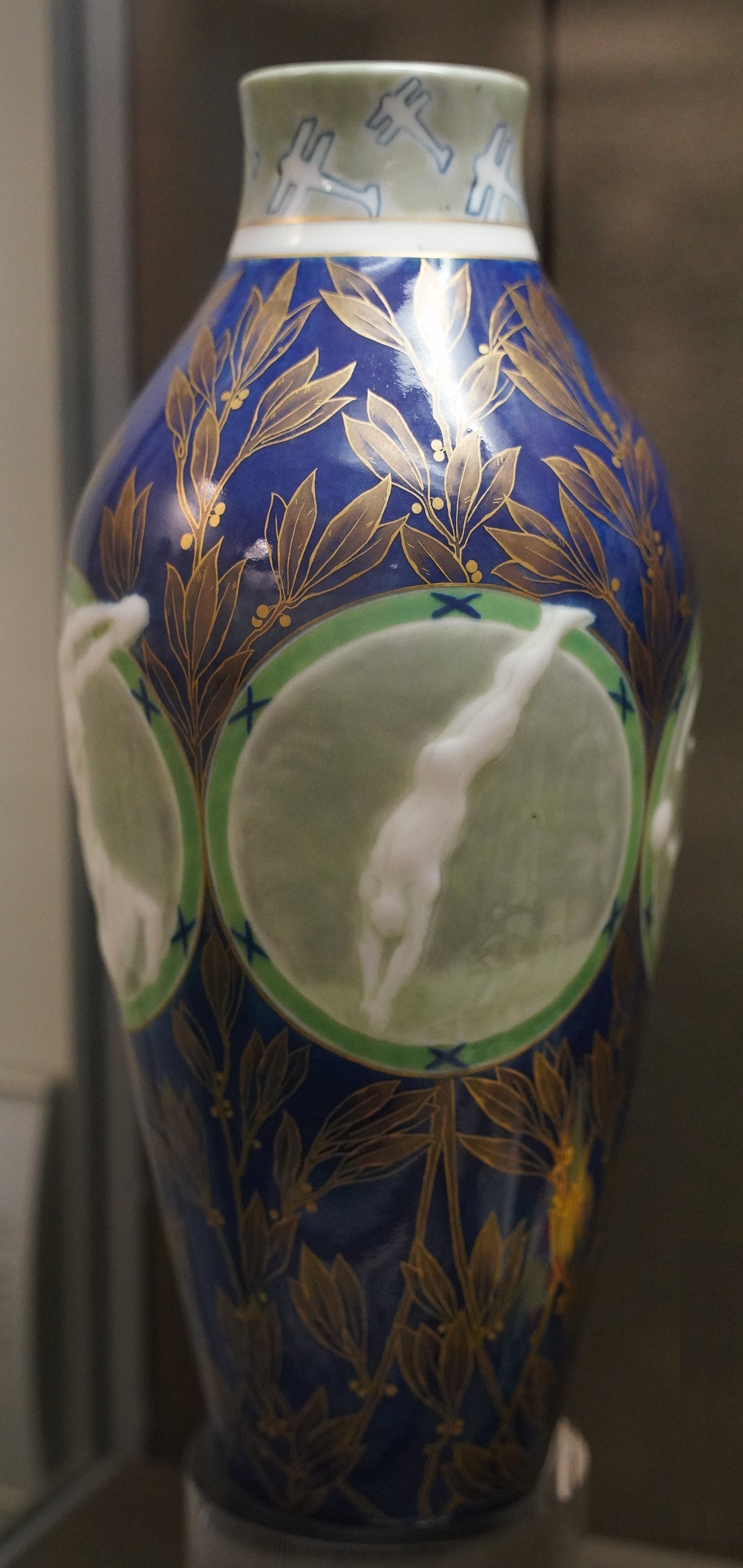
Vase de Sèvres.

### Philatélie
À l'occasion des Jeux, la poste française a émis une série de quatre timbres (dix centimes, 25 centimes, 30 centimes et 50 centimes) pour célébrer les VIIe jeux Olympiques se tenant à Paris en 1924. Les trois premiers timbres ont été mis en circulation le 1er avril 1924, le dernier le 23 mai 1924. Ils ont tous été retirés de la circulation le 31 juillet 1924 (conformément à la loi du 1er janvier 1924 qui fixait une durée de vente limitée à quatre mois). Ils ont été démonétisés le 30 septembre 1924 (conformément à la loi du 20 mai 1851).

### Cinéma
Ces Jeux ont été portés à l'écran par Hugh Hudson dans Les Chariots de feu. Ce film décrit l'histoire de deux athlètes britanniques concourant aux Jeux olympiques de 1924. Harold Abrahams, combattant l'antisémitisme, remporta l'épreuve du 100 m. Son compatriote Eric Liddell, protestant écossais, triompha sur le 400 m.

### Exposition
Entre mai et septembre 2024, la bibliothèque Forney (Paris) organise l'exposition « Paris 1924, la publicité dans la ville ».

## Postérité
Lors des Jeux olympiques d'été de 2024, qui se tiennent de nouveau à Paris, le stade de Colombes, est l'unique site à accueillir de nouveau des épreuves un siècle plus tard (hockey sur gazon). Quant à la piscine des Tourelles, elle sert de lieu d'entraînement aux athlètes pour la natation, la nage en eau libre et le triathlon.

### Documentaire
- Marie-Laurence Rincé, « 1924, le Paris des Jeux olympiques » [vidéo], sur publicsenat.fr, Gaumont Pathé Archives, 2024.